# Quốc lộ 279
Quốc lộ 279 là tuyến đường huyết mạch liên tỉnh nối các tỉnh miền núi phía Bắc là Quảng Ninh, Bắc Giang, Lạng Sơn, Bắc Kạn, Tuyên Quang, Hà Giang, Lào Cai, Lai Châu, Sơn La và Điện Biên.

## Lộ trình

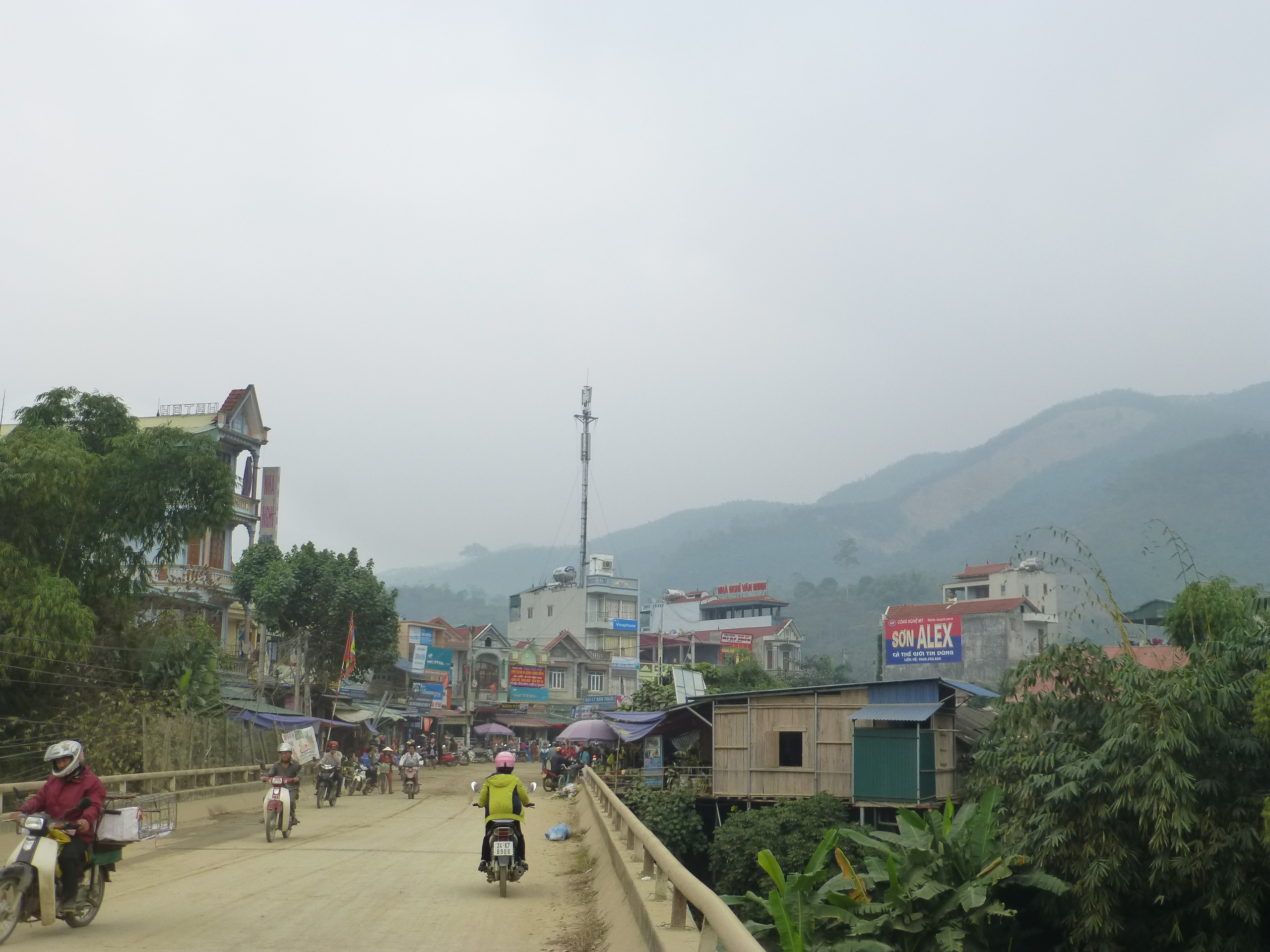
Quốc lộ 279 ở Bảo Hà, Lào Cai

Điểm đầu của Quốc lộ 279 tại ngã ba Quang Hanh giao với Quốc lộ 18 thuộc địa phận thành phố Cẩm Phả, Quảng Ninh. Điểm cuối tại cửa khẩu Tây Trang (huyện Điện Biên, tỉnh Điện Biên). Toàn tuyến dài 944 km tính từ ngã ba Quang Hanh, Cẩm Phả đến Minh Thắng (Tuần Giáo) đo bằng Google Maps, dài thứ ba trong các quốc lộ ở Việt Nam sau Quốc lộ 1, Quốc lộ 14.
Đoạn cuối quốc lộ 279, từ chỗ giao với quốc lộ 6 đến cửa khẩu quốc tế Tây Trang là một phần của đường xuyên Á AH 13.
Quốc lộ 279 chạy qua các huyện thị gồm: Thành phố Cẩm Phả - Thành phố Hạ Long - Sơn Động - Lục Ngạn - Chi Lăng - Văn Quan - Bình Gia - Na Rì - Ngân Sơn - Ba Bể - Na Hang - Chiêm Hóa - Bắc Quang - Quang Bình - Bảo Yên - Văn Bàn - Than Uyên - Quỳnh Nhai - Tuần Giáo - Điện Biên Phủ - Điện Biên. Hầu hết các thị trấn huyện lỵ của các huyện nói trên đều nằm trên tuyến đường này.
Ngoài điểm đầu nằm trên Quốc lộ 18, Quốc lộ 279 còn có một đoạn tránh Quốc lộ 31 tại Sơn Động và Lục Ngạn, tránh Quốc lộ 1 tại Chi Lăng, tránh Quốc lộ 1B tại Văn Quan và Bình Gia, tránh Quốc lộ 2 tại Bắc Quang (Ha Giang), giao cắt với Quốc lộ 3B tại Na Rì, tránh Quốc lộ 3 tại Ngân Sơn, giao cắt với Quốc lộ 70 tại Phố Ràng (Bảo Yên), tránh Quốc lộ 32 tại Than Uyên, tránh Quốc lộ 6 tại Tuần Giáo, đi qua điểm cuối của Quốc lộ 12 tại Điện Biên.

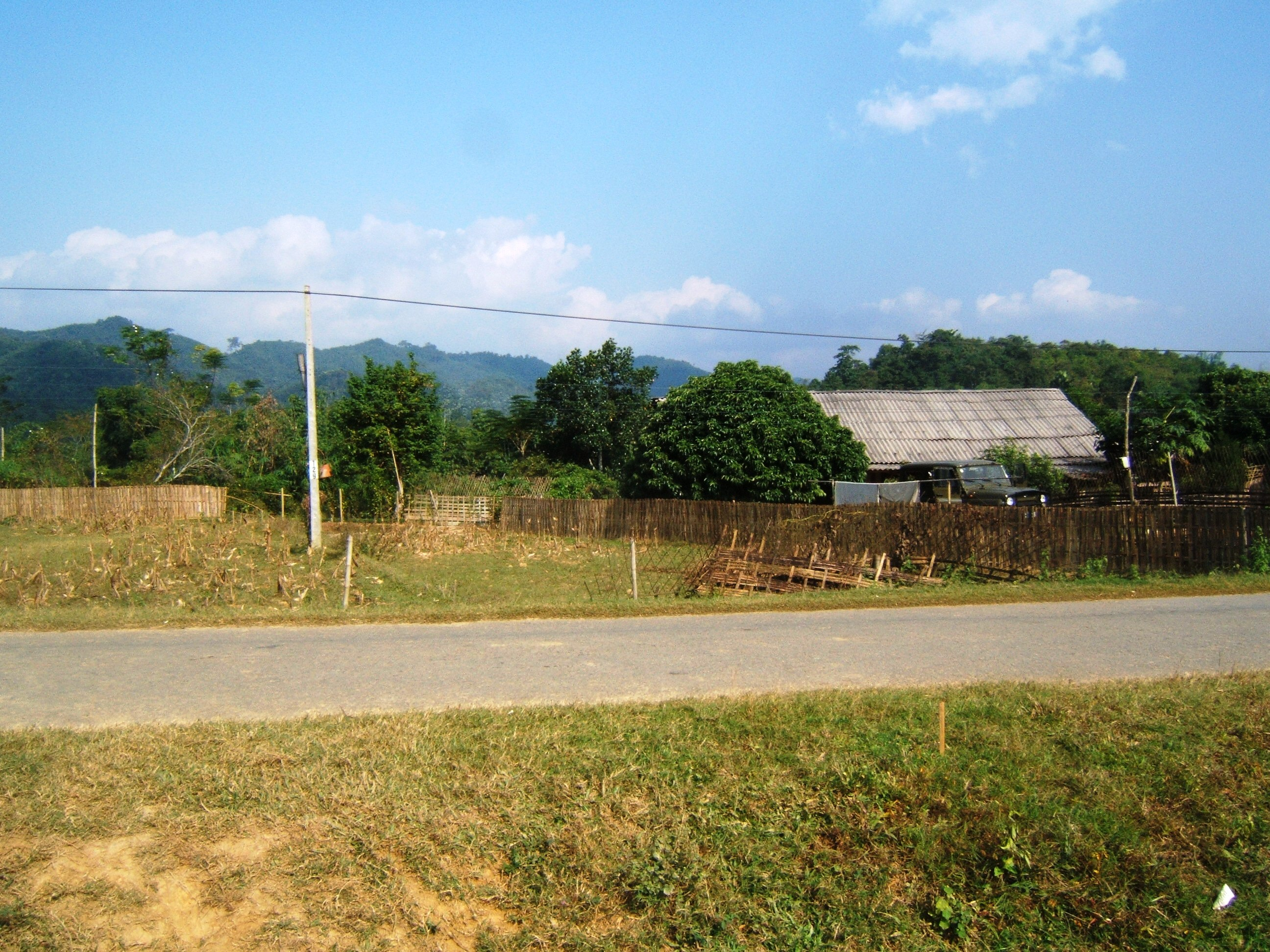
Quốc lộ 279 đoạn ở xã Liên Hiệp huyện Bắc Quang tỉnh Hà Giang

Quốc lộ 279 với hướng cơ bản Đông - Tây vượt qua nhiều sông của vùng núi phía Bắc trong đó có sông Đà (với cầu Pá Uôn), sông Hồng (với cầu Bảo Hà), sông Chảy (với cầu Pắc Cuông), sông Lô (Cầu Sảo). Trên địa bàn Bắc Giang Quốc lộ 279 bắt đầu từ Đèo Hạ My huyện sơn Động đến thị trấn An Châu huyện Sơn Động thì tránh quốc lộ 31, đến ngã ba Tân Hoa huyện Lục Ngạn thì tách rẽ sang hướng về xã Tân Sơn huyện Lục Ngạn rồi đi sang đất Lạng sơn. Tại đây tránh quốc lộ 1 rồi đi quốc lộ 1B. Đến Bắc Kạn thì tránh quốc lộ 3.

## Lịch sử
Tháng 2 năm 1979, Trung Quốc tấn công Việt Nam trên toàn tuyến biên giới trên bộ, cắt đứt các tuyến quốc lộ đông tây nối Quảng Ninh đến Lai Châu. Để mở tuyến phòng thủ bảo vệ đồng bằng Bắc bộ, Nhà nước cho xây tuyến N2 mà sau này đổi thành quốc lộ 279 trong đó 2 là tháng Hai, còn 79 là năm 1979. Có 5 sư đoàn và 1 trung đoàn công binh đã được huy động để xây dựng tuyến đường trong 8 năm (1979 -1987). Khi Thủy điện Sơn La khánh thành thì một đoạn quốc lộ 279 đoạn qua sông Đà đã bị nhấn chìm, dự án xây dựng đoạn tránh ngập cho quốc lộ 279 đã được triển khai và hoàn thành vào cuối năm 2008.